# Lajes Pintadas
Lajes Pintadas é um município brasileiro do estado do Rio Grande do Norte. Conforme o estimativa realizada pelo IBGE (Instituto Brasileiro de Geografia e Estatística) no ano 2024, sua população era de 4.939 habitantes, distribuídos em 130,211 km² de área territorial.

## História
O Riacho de Lajes Pintadas foi assim denominado por causa da existência de uma pedra com desenhos rupestres, Localizada no seu caminho. As figuras humanas e as inscrições gráficas,ainda não definidas, foram feitas na pedra com tinta permanente e de cor vermelha. Foi na propriedade rural do Sr. João Francisco Borges, localizada na área do Riacho das Lajes Pintadas que teve início um povoamento. O proprietário tinha por costume promover cultos religiosos a São Francisco de Assis, santo que tinha vindo do Canindé, no Ceará. Mesmo após sua morte em 11 de dezembro de 1895, os cultos religiosos tiveram continuidade através do seu filho Eduardo Borges da Silva(fruto do casamento com Bertholina Maria do Rosário). A primeira missa da localidade foi celebrada pelo Monsenhor Alfredo Pegado, em 1913, no alpendre da Casa Grande. Após vinte e dois anos de consolidação definitiva, o povoado ganhou a capela de São Francisco de Assis sob a organização dos irmãos Eduardo e Elias Borges de Lima, recebendo a bênção litúrgica em 1943. A religiosidade sempre foi uma constante em Lajes Pintadas, fazendo com que o Padre Benjamim Sampaio, na época vigário de Santa Cruz, agraciasse a comunidade com uma imagem de São Francisco vinda do Orago, do Rio de Janeiro. Através da Lei no 2.332, no dia 31 de dezembro de 1958, que Lajes Pintadas foi desmembrada de Santa Cruz e tornou-se município do Rio Grande do Norte.

## Formação Administrativa
É elevado à categoria de município o distrito com a denominação de Lajes Pintadas pela lei estadual n º 2332, de 31-12-1958, desmembrado de Santa Cruz. É constituído e instalado o distrito sede em 30-01-1959. Em divisão territorial datada de 1-VII-1960, a constituição do município é restrita ao distrito sede, assim permanecendo em divisão territorial datada de 2007.

## Geografia

### Clima
Tipo: clima muito quente e semi-árido, com estação chuvosa atrasando-se para o outono.
Período Chuvoso: janeiro a abril.
Temperaturas Médias Anuais: máxima: 33,0 °Cmínima: 21,0 °C
Umidade Relativa Média Anual: 71%
Horas de Insolação: 2.400

### Vegetação
Caatinga Hipoxerófila - vegetação de clima semi-árido apresenta arbustos e árvores com espinhos e
de aspecto menos agressivo do que a Caatinga Hiperxerófila. Entre outras esp écies destacam-se a
catingueira, angico, bra úna, juazeiro, marmeleiro, mandacaru e aroeira.